# Обсерваторія Східної Анатолії
Обсерваторія Східної Анатолії (тур. Doğu Anadolu Gözlemevi, англ. Eastern Anatolia Observatory) — інфрачервона астрономічна обсерваторія Університету Ататюрка в Ерзурумі в Туреччині.
Проєкт створення обсерваторії в Ерзурумі виконувався Центром астрофізичних досліджень і застосувань Університету Ататюрка за науково-технічної координації Турецької національної обсерваторії і фінансової підтримки Міністерства розвитку, уряду провінції Ерзурум, 40 університетів і семи обсерваторій. Це був найбільший астрономічний проєкт країни.
Обсерваторія побудована на території 2,5 км2 на вершині пагорба Каракая на висоті 3170 м над рівнем моря в межах гірськолижного курорту Конакли в 25 км на південь від Ерзурума. Вона містить перший інфрачервоний телескоп Туреччини. Телескоп має активне головне дзеркало діаметром 4 м, оснащене адаптивною оптикою. Контракт на будівництво телескопа у 2014 році уклала бельгійська компанія AMOS. Тендер на проєктування та будівництво обертового напівсферичного купола для розміщення великого телескопа виграла італійська компанія EIE Group Srl у листопаді 2015 року. Спочатку обсерваторію планували ввести в експлуатацію в 2020 році, але через пандемію COVID-19 дату відкриття перенесли на 2021 рік.